# シルクロード (サイト)

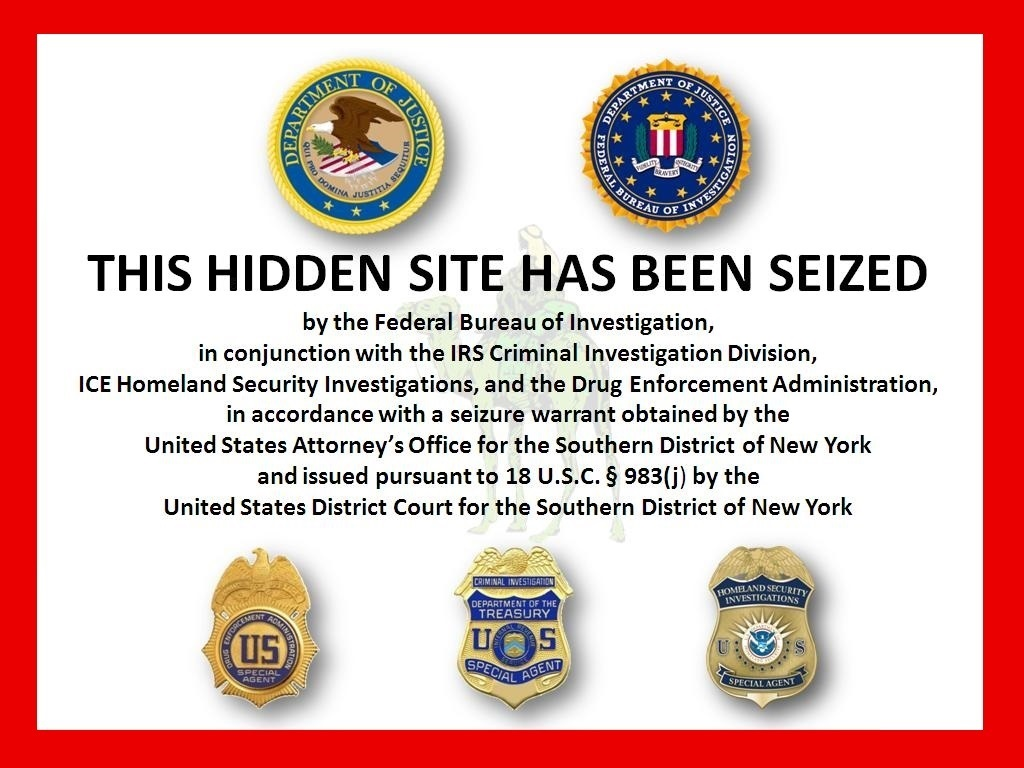
連邦捜査局に取り締まられたウェブサイト

シルクロード（英語：Silk Road）は、かつて存在した、アメリカ合衆国で薬物などの不正販売闇市を経営していたダークネット・マーケットである。いわゆる闇サイト。

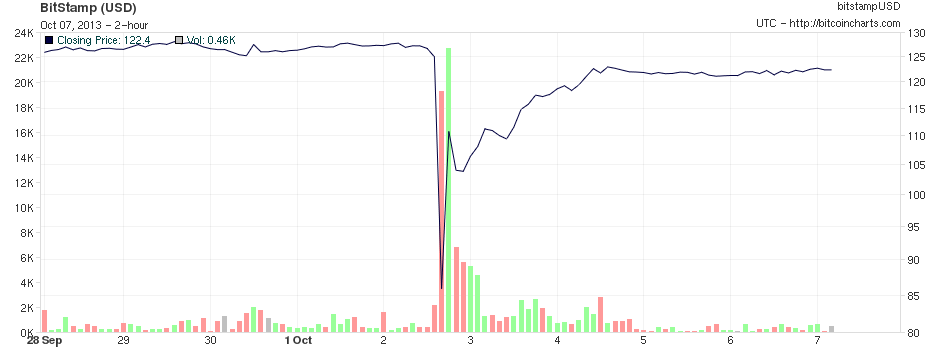
Impact of the seizure on the USD/Bitcoin exchange rate

ロス・ウルブリヒトによって運営されていた。ウェブサイトはマリファナ、LSD、ヘロイン、コカインなどの禁止薬物を販売していたので、「ドラッグのeBay」とも呼ばれていた。また薬物だけでなく、マルウェア、海賊版コンテンツ、盗まれたアカウントやクレジットカード情報、ハッキング技術なども販売していた。
ウェブサイトは深層Webという隠されたインターネットに存在し、通常のインターネットからはアクセスできず、Torを通じてのみ利用できた。2013年7月まで95万7079人の登録ユーザーを保有していた。ドルに代わり、ビットコインのみで取り引きできた。
2013年7月、連邦捜査局（FBI）はシルクロードのサーバへのアクセスに成功し、犯罪の証拠を手に入れた。同年10月、同捜査局はサーバを押収し、ウルブリヒトを逮捕した。直後、ビットコインは暴落した。
2015年にウルブリヒトは連邦裁判所でシルクロードの運営に関する複数の罪で裁判所に出廷し、仮釈放なしの2回の終身刑を宣告されていた。しかし、2025年にドナルド・トランプ大統領によって恩赦を与えられ、釈放された。

## 関連文献
- セキュリティ集団スプラウト『闇ウェブ』文藝春秋〈文春新書〉、2016年7月。ISBN 978-4166610860。